# 16e cérémonie des Aigles d'or
 (décembre 2024).
Motif : Certains titres français mentionnés sont peut-être des traductions littérales et donc n'existent pas en tant que titres. La présentation doit donc être différente pour ne pas créer d'ambiguïté.
La 16e cérémonie des Aigles d'or, organisée par l'Académie russe des sciences et des arts cinématographiques, s'est déroulée à Mosfilm à Moscou le 26 janvier 2018 et a récompensé les films, téléfilms et séries russes sortis en 2017.

## Palmarès

### Aigle d'or du meilleur film
- Salyut 7 (Салют-7) de Klim Chipenko[1]
  - Arythmie (Аритмия) de Boris Khlebnikov
  - Bolchoï (Большой) de Valeri Todorovski
  - The Spacewalker (Время первых) de Dmitri Kiseliov
  - Faute d'amour (Нелюбовь) d'Andreï Zviaguintsev

### Aigle d'or du meilleur téléfilm ou mini-série (jusqu'à 10 épisodes)
- Anna Karénine, l'histoire de Vronski (А́нна Каре́нина. Исто́рия Вро́нского) de Karen Chakhnazarov
  - Sophia (София) d'Alexeï Andrianov
  - Torgsin (Торгсин) de Dmitri Pietroune

### Aigle d'or de la meilleure série télévisée (plus de 10 épisodes)
- Optimistes (Оптимисты) d'Alekseï Popogrebski
  - Mourka (Мурка) d'Anton Rosenberg et Yaroslav Motchalov
  - Mystérieuse Passion (Таинственная страсть) de Vlad Fourmane

### Aigle d'or du meilleur documentaire
- Gennady Chpalikov. La vie d'un homme charmant (Геннадий Шпаликов. Жизнь обаятельного человека) d'Olesia Fokina
  - A propos du rock (Про рок) d'Evgueni Grigoriev
  - « Dream Factory » pour le camarade Staline («Фабрика грёз» для товарища Сталина) de Boris Karadjev

### Aigle d'or du meilleur court métrage
- Il est temps de vivre, il est temps de mourir (Время жить, время умирать) de Mikhaïl Poliakov
  - Vera (Вера) de Tatiana Fedorovskaya
  - Violon (Скрипка) de Constantin Fam

### Aigle d'or du meilleur film d'animation
- Deux tramways (Два трамвая) de Svetlana Andrianova
  - Le Conte de Peter et Fevronia (Сказ о Петре и Февронии) de Youri Riazanov et Youri Kulakov
  - Oorfene Djuss et ses soldats de bois (Урфин Джюс и его деревянные солдаты) de Vladimir Toroptchine, Fedor Dmitriev et Darina Schmidt

### Aigle d'or du meilleur réalisateur
- Andreï Zviaguintsev pour Faute d'amour
  - Boris Khlebnikov pour Arythmie
  - Valeri Todorovski pour Bolchoï

### Aigle d'or du meilleur scénario
- Anastasia Palchikova pour Bolchoï
  - Natalia Mechtchaninova et Boris Khlebnikov pour Arythmie
  - Oleg Neguine et Andreï Zviaguintsev pour Faute d'amour

### Aigle d'or du meilleur acteur au cinéma
- Evgueni Mironov pour son rôle dans The Spacewalker
  - Alexandre Yatsenko pour son rôle dans Arythmie
  - Vladimir Vdovitchenkov pour son rôle dans Salyut 7

### Aigle d'or de la meilleure actrice au cinéma
- Irina Gorbatcheva pour son rôle dans Arythmie
  - Alissa Freindlich pour son rôle dans Bolchoï
  - Marina Neïolova pour son rôle dans La Carpe dégivrée

### Aigle d'or du meilleur acteur dans un second rôle
- Vladimir Iline pour son rôle dans The Spacewalker
  - Evgueni Mironov pour son rôle dans La Carpe dégivrée
  - Alexandre Samoïlenko pour son rôle dans Salyut 7

### Aigle d'or de la meilleure actrice dans un second rôle
- Alissa Freindlich pour son rôle dans La Carpe dégivrée
  - Valentina Telitchkina pour son rôle dans Bolchoï
  - Anna Mikhalkova pour son rôle dans Sac sans fond

### Aigle d'or du meilleur acteur à la télévision
- Sergueï Puskepalis pour son rôle dans Et dans notre cour...
  - Maxime Matveïev pour son rôle dans Anna Karénine, l'histoire de Vronski
  - Sergueï Garmach pour son rôle dans Mourka

### Aigle d'or de la meilleure actrice à la télévision
- Elizaveta Boïarskaïa pour son rôle dans Anna Karénine, l'histoire de Vronski
  - Darya Moroz pour son rôle dans Crime
  - Ekaterina Klimova pour son rôle dans Torgsin

### Aigle d'or de la meilleure photographie
- Igor Griniakine pour Viking
  - Alicher Khamidkhodjaev pour Arythmie
  - Mikhail Krichman pour Faute d'amour

### Aigle d'or des meilleurs décors
- Sergueï Fevralov et Julia Makouchina pour Anna Karénine, l'histoire de Vronski
  - Sergueï Aguine pour Viking
  - Vera Zelinskaya et Elena Joukova pour Matilda

### Aigle d'or des meilleurs costumes
- Ekaterina Chapkaits pour Viking
  - Dmitri Andreev et Vladimir Nikiforov pour Anna Karénine, l'histoire de Vronski
  - Nadejda Vasilieva et Olga Mikhailova pour Matilda

### Aigle d'or de la meilleure musique
- Youri Poteyenko pour The Spacewalker
  - Anna Droubitch et Pavel Karmanov pour Bolchoï
  - Evgueni et Sacha Galperine pour Faute d'amour

### Aigle d'or du meilleur montage
- Serik Beïseu, Maria Sergeyenkova pour Salyut 7
  - Ivan Lebedev et Youlia Batalova pour Arythmie
  - Alexeï Bobrov pour Bolchoï

### Aigle d'or du meilleur son
- Vladimir Litovnik, Pavel Doreouli pour Viking
  - Ivan Titov pour The Spacewalker
  - Boris Voït pour Salyut 7

### Aigle d'or du meilleur maquillage
- Piotr Gorchenine, Olga Afinoguenova pour Le Dernier Chevalier
  - Tatiana Vavilova pour Viking
  - Tamara Frid, Marina Lebedeva pour Matilda

### Aigle d'or des meilleurs effets spéciaux
- CGF Visual Effects Studio pour The Spacewalker
  - ALGOUS studio, FilmDirectionFX, Amalgama VFX, POSTMODERN, KINOPOST, Sci-FX studio, RedTomatos pour Salyut 7
  - Film Direction FX pour Viking

### Aigle d'or du meilleur film étranger
- La Passion Van Gogh de Dorota Kobiela et Hugh Welchman
  - Dunkerque de Christopher Nolan
  - La La Land de Damien Chazelle

### Prix spéciaux
- Aleksandr Zviaguintsev pour son regard impartial dans la présentation de l'histoire. (Le prix a été remis par Anton Zlatopolskiy)
- Aleksandr Kaliaguine pour sa contribution au cinéma russe. (Le prix a été remis par Svetlana Droujinina)

## Statistiques

### Récompenses/nominations multiples
Film :
- 1/7 : Arythmie, Bolchoï
- 4/6 : The Spacewalker
- 3/6 : Viking
- 2/6 : Salyut 7
- 1/5 : Faute d'amour
- 1/3 : La Carpe dégivrée
- 1/2 : Anna Karénine, l'histoire de Vronski
- 1/1 : Gennady Chpalikov. La vie d'un homme charmant, Il est temps de vivre, il est temps de mourir, Deux tramways, Le Dernier Chevalier, La Passion Van Gogh
- 0/3 : Matilda

Télévision :
- 2/3 : Anna Karénine, l'histoire de Vronski
- 0/2 : Torgsin, Mourka
- 1/1 : Optimistes, Et dans notre cour...